# Burg Erenstein
Burg Erenstein, auch Ernstein genannt, ist eine abgegangene mittelalterliche Spornburg bei Züttlingen, einem Stadtteil von Möckmühl im Landkreis Heilbronn im nördlichen Baden-Württemberg.

## Geographische Lage
Der Burgstall liegt etwa 300 Meter südlich des Bahnhofs von Züttlingen im oberen Hangwald auf einem nordnordostwärts gerichteten 255 m ü. NN hohen Bergsporn, der im Nordwesten von der gegenlaufenden Jagst, im Nordosten vom Klingeneinschnitt des in diese mündenden Ernsteinbaches und im Osten von einer steilen Nebenklinge desselben begrenzt wird. Der Halsgraben zeichnet sich noch deutlich im Gelände ab, von den Bauten sind im Wesentlichen nur noch der Turmsockel sowie wenige vereinzelte Mauerteile erhalten.

## Geschichte
Die Burg war im Hochmittelalter Sitz einer niederadeligen Familie, die sich danach benannte, und den Herren von Dürn, später den Herren von Weinsberg lehenspflichtig war. Die 1258 erstmals erwähnten Ernsteiner waren wohl Verwandte des frühen Züttlinger Ortsadels und dort sowie in Schlierstadt, Schefflenz, Helmbund und weiteren Orten der Umgebung begütert. Die Burg war Eigentum eines Ganerbenverbandes, zu dem auch die Herren von Neudeck zählten. Beim Aussterben der Herren von Ernstein kam die Burg um 1400 durch Heirat der Ernstein-Töchter an die Herren von Helmstatt und von diesen an die Rüdt von Bödigheim. Letztere verkauften die Burg 1443 an Konrad von Weinsberg, der zu jener Zeit auch ein Würzburger Burglehen dort hatte. Damit enden die urkundlichen Nachrichten über die Burg. Möglicherweise wurde sie im Städtekrieg 1449 zerstört. 1624 berichtet das Landbuch, dass von der Burg nur noch Gemäuer erhalten sei.

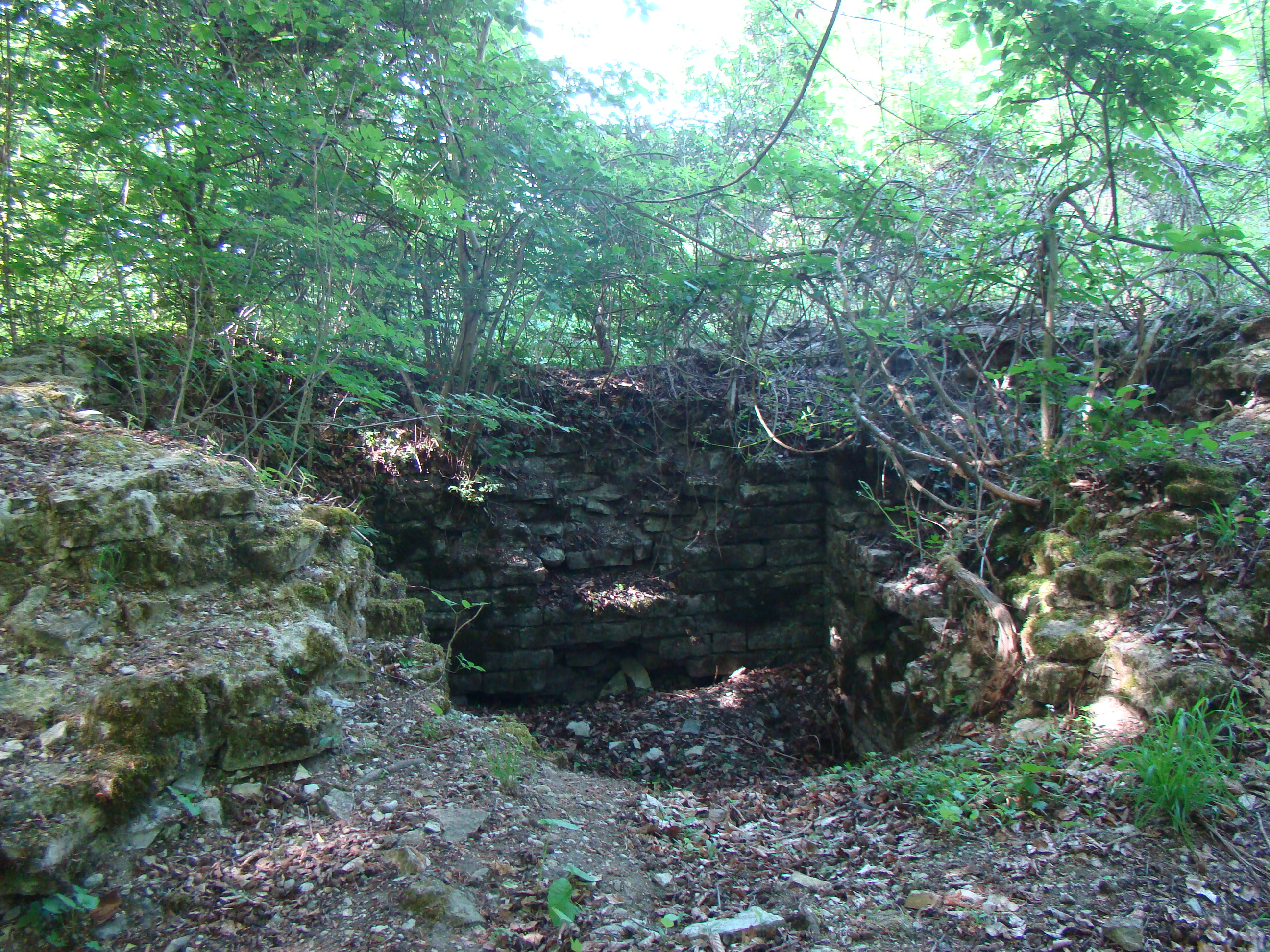
Turmsockel
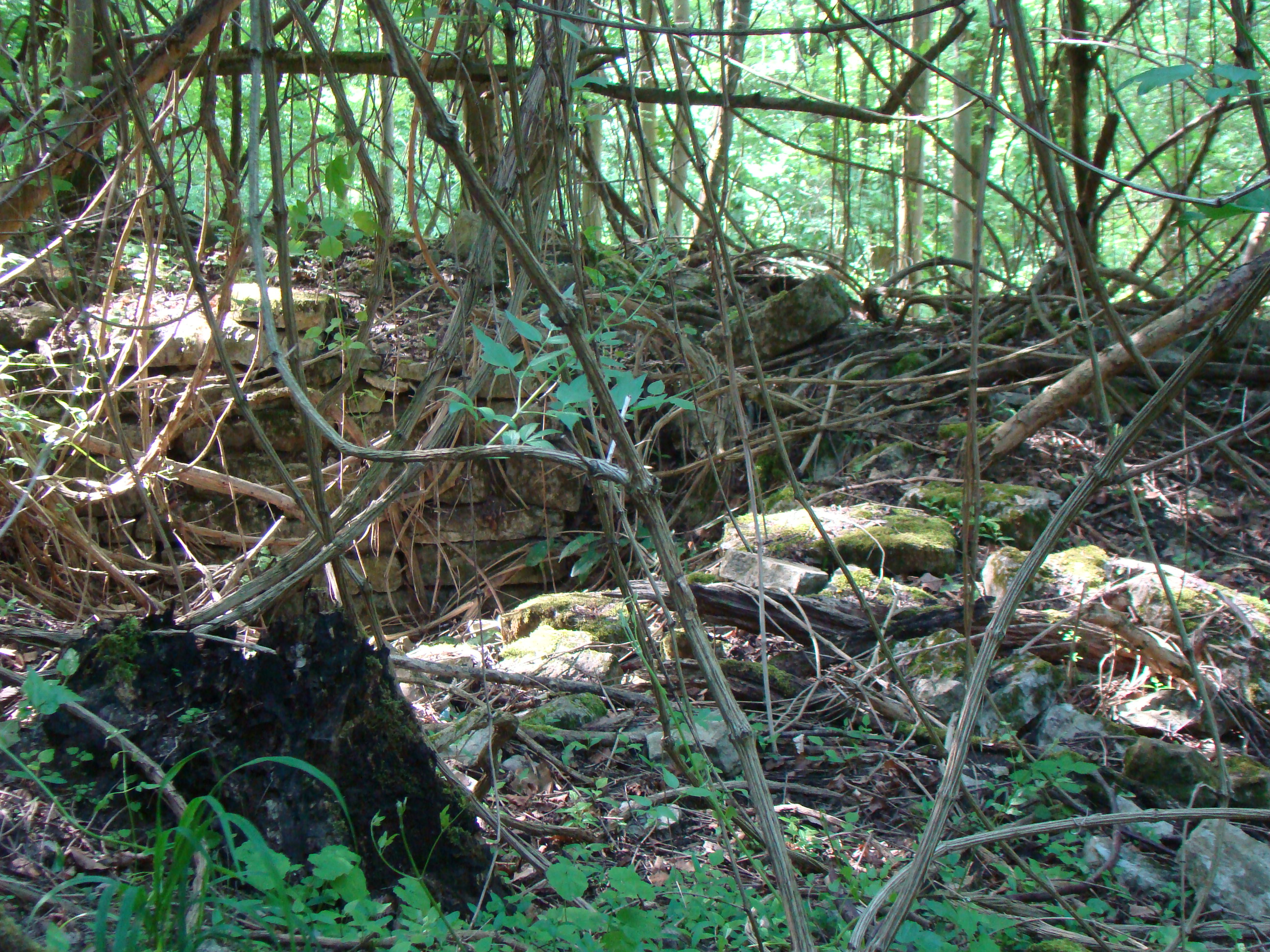
Mauerreste außerhalb des Turmsockels